# Félix Serrallés
Felix Juan Serralles IV (ur. 24 czerwca 1992 w Ponce, Portoryko) – amerykański kierowca wyścigowy.

## Życiorys
Serralles karierę rozpoczął w roku 2001, od startów w kartingu. W 2007 roku zadebiutował w serii wyścigów samochodów jednomiejscowych – Mistrzostwach Skip Barber. Do sezonu 2009 startował w klasie „Regional”, jednak od tego roku ścigał się w kategorii „National”, w której zmagania zakończył na 10. lokacie. Rok później zajął 3. miejsce w końcowej klasyfikacji.
W tym samym sezonie zaliczył również gościnny występ w dwóch rundach Amerykańskich Mistrzostw F2000 National oraz Mistrzostw F2000. Nie był jednak liczony do klasyfikacji generalnej, ze względu na brak licencji. Podobnie było w przypadku zimowej edycji Brytyjskiej Formuły Renault, w której wystąpił pod koniec roku.
W 2011 roku Portorykańczyk startował zarówno w Brytyjskiej, jak i Europejskiej Formule Renault. W pierwszej z nich najlepsze wyniki osiągnął na torze Silverstone, gdzie dwukrotnie stanął na podium. Ponownie jednak nie pozyskał licencji i nie był wliczany do punktacji. Inaczej było w przypadku europejskiego cyklu. W ciągu sezonu siedmiokrotnie sięgał po punkty, najlepszy rezultat uzyskując w niedzielnej rywalizacji, na torze Spa-Francorchamps oraz Nürburgring, gdzie był szósty. Pod koniec roku pozyskał licencję i był liczony do klasyfikacji zimowej edycji brytyjskiego cyklu. W inauguracyjnej rundzie, na torze Snetterton, Serralles dwukrotnie zajął najniższym stopień podium, jednak w pozostałych czterech startach poszło mu zdecydowanie gorzej i ostatecznie uplasował się na 8. pozycji.
Na początku sezonu 2012 Portorykańczyk wystartował w Mistrzostwach Serii Toyota. Felix dwukrotnie meldował się w czołowej dwójce, a podczas drugiego wyścigu w Manfeild, odniósł pierwsze zwycięstwo w karierze, w europejskich seriach. Zdobyte punkty i tym razem sklasyfikowały go na 8. lokacie. W dalszej fazie sezonu zaangażował się w Brytyjską Formułę 3. Z dorobkiem 299 punktów został uplasowany na 3 pozycji w klasyfikacji generalnej.
Na sezon 2013 podpisał kontrakt z brytyjską ekipą Fortec Motorsport na starty w Brytyjskiej Formule 3 oraz w Europejskiej Formule 3. Z dorobkiem odpowiednio 15 i 104 punktów uplasował się odpowiednio na 10 i 11 pozycji w klasyfikacji generalnej.
W 2014 roku Portorykańczyk  zmienił zespół w Europejskiej Formule 3 na debiutujący Team West-Tec. Wystartował łącznie w 33 wyścigach, w ciągu których uzbierał łącznie 82 punkty. Wystarczyło to na dwunaste miejsce w końcowej klasyfikacji kierowców.

## Wyniki

### Podsumowanie
| Sezon | Seria                                     | Zespół                      | Wyścigi | Zwycięstwa | PP | NO | Podium | Punkty | Pozycja |
| ----- | ----------------------------------------- | --------------------------- | ------- | ---------- | -- | -- | ------ | ------ | ------- |
| 2009  | Mistrzostwa Skip Barber National          |                             | 4       | 0          | 0  | 0  | 0      | 40     | 10      |
| 2010  | Mistrzostwa Skip Barber National          |                             | 14      | 2          | 0  | 5  | 8      | 376    | 3       |
| 2010  | Amerykańskie Mistrzostwa F2000 National   | Liberty Motorsports         | 4       | 0          | 0  | 0  | 0      | N/A    | NS†     |
| 2010  | Mistrzostwa Serii F2000                   | GTP Motorsports             | 4       | 0          | 0  | 0  | 0      | N/A    | NS†     |
| 2010  | Brytyjska Formuła Renault (edycja zimowa) | Fortec Motorsport           | 4       | 0          | 0  | 0  | 0      | N/A    | NS†     |
| 2011  | Europejska Formuła Renault                | Fortec Motorsports          | 14      | 0          | 0  | 0  | 0      | 41     | 12      |
| 2011  | Brytyjska Formuła Renault                 | Fortec Motorsports          | 12      | 0          | 0  | 0  | 2      | N/A    | NS†     |
| 2011  | Brytyjska Formuła Renault (edycja zimowa) | Fortec Motorsports          | 6       | 0          | 0  | 0  | 2      | 68     | 8       |
| 2012  | Mistrzostwa Serii Toyota                  | Giles Motorsport            | 12      | 1          | 0  | 0  | 2      | 547    | 8       |
| 2012  | Brytyjska Formuła 3                       | Fortec Motorsports          | 28      | 5          | 3  | 5  | 13     | 299    | 3       |
| 2012  | Formuła 3 Euro Series                     | Fortec Motorsports          | 6       | 0          | 0  | 1  | 0      | 0      | NS†     |
| 2012  | Grand Prix Makau                          | Fortec Motorsports          | 1       | 0          | 0  | 0  | 0      | N/A    | 20      |
| 2012  | Masters of Formula 3                      | Fortec Motorsports          | 1       | 0          | 0  | 0  | 0      | N/A    | NS      |
| 2013  | Mistrzostwa Serii Toyota                  | Giles Motorsport            | 15      | 2          | 1  | 0  | 4      | 646    | 6       |
| 2013  | Brytyjska Formuła 3                       | Fortec Motorsports          | 3       | 0          | 0  | 0  | 0      | 15     | 10      |
| 2013  | Europejska Formuła 3                      | Fortec Motorsports          | 30      | 0          | 0  | 1  | 2      | 104    | 11      |
| 2013  | Gulf 12 Hours - GT3                       | MRS GT-Racing               | 1       | 0          | 0  | 0  | 0      | N/A    | 13      |
| 2014  | Europejska Formuła 3                      | Team West-Tec F3            | 33      | 0          | 0  | 0  | 0      | 82     | 12      |
| 2014  | Grand Prix Makau                          | Team West-Tec F3            | 1       | 0          | 0  | 0  | 0      | N/A    | 21      |
| 2015  | Europejska Formuła 3                      | kfzteile24 Mücke Motorsport | 3       | 0          | 0  | 0  | 0      | 0      | 33      |
| 2015  | Masters of Formula 3                      | Jo Zeller Racing            | 2       | 0          | 0  | 0  | 0      | N/A    | 12      |
| 2015  | Indy Lights                               | Belardi Auto Racing         | 16      | 1          | 0  | 2  | 2      | 225    | 7       |
| 2016  | Indy Lights                               | Carlin                      | 18      | 2          | 0  | 2  | 5      | 311    | 6       |

† – Serralles nie był liczony do klasyfikacji